# София фон Шлезвиг-Холщайн-Готорп
София фон Шлезвиг-Холщайн-Готорп (на немски: Sophie von Schleswig-Holstein-Gottorp; * 1 юни 1569, замък Готорп; † 14 ноември 1634, Шверин) от фамилията Дом Олденбург, е принцеса от Шлезвиг-Холщайн-Готорп и чрез женитба херцогиня на Мекленбург-Шверин (1588 – 1592) и от 1603 до 1608 г. de facto регентка на Мекленбург-Шверин.

## Живот
Тя е най-възрастната дъщеря на херцог Адолф I фон Шлезвиг-Холщайн-Готорп (1526 – 1586), епископ на Шлезвиг, и съпругата му Кристина фон Хесен (1543 – 1604), дъщеря на ландграф Филип I фон Хесен. Нейната сестра Кристина (1573 – 1625) се омъжва през 1592 г. за крал Карл IX от Швеция (1550 – 1611).
София се омъжва на 17 февруари 1588 г. в Райнбек за херцог Йохан VII фон Мекленбург (1558 – 1592). Нейният съпруг се самоубива на 34-годишна възраст на 22 май 1592 г.
През 1603 г., след смъртта на херцог Улрих фон Мекленбург, тя поема регентството в Мекленбург-Шверин. През 1608 г. херцог Карл фон Мекленбург чрез император Рудолф II обявява нейният най-голям син Адолф Фридрих I за пълнолетен.

## Деца
- Адолф Фридрих I (1588 – 1658), херцог на Мекленбург-Шверин от 1592 до 1628, 1631 – 1658, женен I. 1622 г. за Анна Мария от Източна Фризия, II. на 15 септември 1635 г. за принцеса Мария Катарина фон Брауншвайг-Даненберг (1616 – 1665)
- Йохан Албрехт II (1590 – 1636), херцог на Мекленбург-Гюстров от 1592 до 1628, 1631 – 1636, женен I. на 9 октомври 1608 г. за принцеса Маргарета Елизабет фон Мекленбург (1584 – 1616), II. на 26 март 1618 г. за ландграфиня Елизабет фон Хесен-Касел (1596 – 1625), III. на 7 май 1626 г. за принцеса Елеонора Мария фон Анхалт-Бернбург (1600 – 1657)
- Анна София фон Мекленбург (1591 – 1648)